# Сендюково
Сендюко́во (рос. Сендюково, ерз. Сендюково) — присілок у складі Темниковського району Мордовії, Росія. Входить до складу Аксьольського сільського поселення.
Населення — 18 осіб (2010; 31 у 2002).
Національний склад (станом на 2002 рік):
- росіяни — 97 %